# Hoya vangviengiensis
Hoya vangviengiensis är en oleanderväxtart som beskrevs av Rodda och Simonsson. Hoya vangviengiensis ingår i släktet Hoya och familjen oleanderväxter. Inga underarter finns listade i Catalogue of Life.